# 붕가붕가레코드
붕가붕가레코드는 2004년에 설립된 대한민국의 독립 음악 레이블이다. 아마추어와 프로의 경계에서 고민하는 사람들이 지속적으로 음악을 할 수 있는 구조를 만드는 것을 목표로 삼고 '지속가능한 딴따라질(Sustainable DoReMi)'을 모토로 한다. 회사 이름은 개나 고양이가 사람 다리 따위에 매달려 스스로 성욕을 해소하는 행위인 '붕가붕가'에서 이름을 따서 만들었다.
2021년 왓챠엔터테인먼트에 인수되었다.

## 연혁
| 날짜        | 내용                                                                     |
| ----------- | ------------------------------------------------------------------------ |
| 2005년 2월  | 붕가붕가레코드 설립                                                      |
| 2005년 2월  | 첫 번째 정규 음반 대중음악 시리즈 no. 1 '관악청년포크협의회 vol. 1' 발매 |
| 2005년 7월  | 쑥고개 스튜디오 개장                                                     |
| 2005년 8월  | 첫 번째 수공업소형음반인 상업음악 시리즈 no. 1 '하도 – 첫 차' 발매       |
| 2006년 4월  | 본격적으로 ‘지속가능한 딴따라질’의 모토를 사용                           |
| 2006년 5월  | 첫 번째 레이블 기획 공연 ‘지속가능한 딴따라질 no. 1’ 개최                |
| 2007년 8월  | 대표 잠적                                                                |
| 2008년 6월  | 비닐 포장기의 구입을 통해 수공업소형음반 매장 판매 개시                  |
| 2009년 11월 | 책 ‘붕가붕가레코드의 지속가능한 딴따라질’ (푸른숲) 발간                  |
| 2012년 6월  | 상업음악 시리즈 no. 21. 코스모스 사운드 ‘서정적 농담’ 발매               |

## 설립 및 활동
2000년 대 초반 서울대학교 학내 민중가요 노래패인 메아리 회원들 중 창작곡을 만들려는 이들이 있었다. 이를 주도한 것이 나중에 눈뜨고코베인을 만들게 되는 깜악귀와 슬프니였다. 이들은 당시 부흥하던 홍대 앞의 대표적인 라이브 클럽 드럭(DRUG)에서 발매한 음반 아워네이션(Our Nation)에 영향을 받아 2002년에 컴필레이션 음반 《뺀드뺀드짠짠》을 만들었다. 고건혁(곰사장)은 당시 서울대학교 학내 웹진인 '스누나우'에서 일하다 이들과 인연이 닿아서 함께 '붕가붕가중창단'을 만들었고 뒤이어 발매된 컴필레이션 음반 2집과 3집을 감독하였다. 이후 매년 발매하던 컴필레이션이 모음이라는 특성상 일관성이 없다고 판단하여 창작과 수용을 겸할 수 있는 레이블을 만들자는데 뜻을 같이하고 곰사장(본명 고건혁), 김기조(본명 김경준), 9(본명 송재경), 윤덕원이 붕가붕가레코드를 설립하게 된다. 그리고 2005년 2월 첫 번째 음반으로 《관악청년포크협의회 Vol.1》을 발매했다. 이후 2008년 장기하와 얼굴들의 '싸구려 커피'가 대중적 주목을 받아 비약적 성공을 거두면서 한국 독립음악 레이블을 대표하는 레이블로 떠오르게 되었다.

## 특징 및 현황
- 지속 가능한 딴따라질(Sustainable DoReMi)

붕가붕가레코드의 모토가 되는 문장이며, 붕가붕가레코드는 지속가능한 딴따라질을 ‘음악인이 자신의 음악을 표현할 수 있는 가능성을 손상시키지 않는 범위에서 생계적인 필요를 충족시키는 음악 작업’으로 정의한다. 이 개념은 좁게는 인디 음악의 지속 가능성을 의미하지만 넓게는 재능 있는 이들이 보다 용이하게 하고자 하는 음악을 할 수 있게 함으로써 대중 음악 전체를 지속 가능하게 하는 것을 지향하고 있다.
- 수공업소형음반

"지속가능한 딴따라질"이라는 모토를 위한 구체적인 전략으로 붕가붕가레코드는 간결한 소리와 덤덤한 디자인, 그리고 수공업 생산을 특징으로 하는 독자적인 음반 형태인 '수공업소형음반'를 제시했다. 붕가붕가레코드의 초기 앨범 제작이 주로 수공업소형음반이라는 형태로 이루어졌는데, 말 그대로 붕가붕가 레코드 멤버들이 직접 CD를 굽고 갈색 종이 케이스에 담아 스티커를 붙이는 방식으로 음반을 만드는 것이다. 장기하의 첫번째 EP '싸구려 커피'나 achime(아침)의 첫번째 EP '거짓말꽃' 등이 이렇게 만들어졌다. 그러나 수공업 소형 음반이 소규모 생산에 있어서는 경제적인 반면 대량 생산에 있어서는 비효율적인 방식이기 때문에 이후 붕가붕가레코드의 규모가 커지면서 조금씩 자취를 감추었고 2013년 완전히 사라졌다. 그리고 이후 하위 레이블인 쑥고개청년회 상업음악 시리즈로 재편되었다.
- 쑥고개청년회 상업음악시리즈와 붕가붕가 대중음악 시리즈

붕가붕가레코드의 두 서브 레이블로, 쑥고개청년회 상업음악시리즈는 수공업소형음반을 전신으로 하며 아직 대중적으로 검증되지는 않았지만 강한 스타일과 실험성을 갖춘 음반을 전문으로 발매한다. 붕가붕가 대중음악 시리즈는 이와 반대되는, 보다 대중적인 음반을 발매한다.

## 소속 음악인

### 현재 소속 음악인
- 김간지
- 김일두
- 나잠수
- 눈뜨고코베인
- 로다운 30
- 불나방스타쏘세지클럽
- 생각의 여름
- 술탄 오브 더 디스코
- 스쿠비 두
- 실리카겔
- 씨 없는 수박 김대중
- CR태규
- 아마도이자람밴드
- 전성기
- 지니어스(Genius)
- 코스모스 사운드
- 하헌진
- 새소년
- 혹시몰라

### 과거 소속 음악인
- 굴소년단
- 데이지 데일
- 미미 시스터즈
- 브로콜리 너마저
- 수리수리마하수리
- 아침(Achime)
- 옥수동 왕순대
- 장기하와 얼굴들
- 치즈스테레오
- 하도

## 발매 음반

### 붕가붕가레코드 대중음악시리즈 음반 목록
- 관악청년포크협의회 《꽃무늬일회용휴지/유통기한》
- 청년실업 1집 《기상시간은 정해져있다》
- 브로콜리 너마저 EP 《앵콜요청금지》
- 장기하와 얼굴들 1집 《별일 없이 산다》
- 불나방스타쏘세지클럽 1집 《고질적 신파》
- 치즈스테레오 1집 《Don't Work Be Happy》
- 생각의 여름 1집 《생각의 여름》
- achime 1집 《hunch》
- 미미시스터즈 1집 《미안하지만… 이건 전설이 될 거야》
- 눈뜨고코베인 3집 《Murder’s High》
- achime 싱글 《Hyperactivity》
- 장기하와 얼굴들 2집 《장기하와 얼굴들》
- 눈뜨고코베인 EP 《파는 물건》 (리믹스 & 리마스터링)
- 생각의 여름 2집 《곶》
- achime 2집 《Overcome》
- 블루스 컴필레이션 《블루스 더, Blues》
- 술탄 오브 더 디스코 1집 《The Golden Age》
- 아마도이자람밴드 1집 《데뷰》
- 씨 없는 수박 김대중 1집 《씨 없는 수박》
- 김간지X하헌진 《김간지X하헌진》
- 붕가붕가레코드 10주년 기념 컴필레이션 《믿거나 말거나》
- 아마도이자람밴드 EP 《크레이지 배가본드》
- 눈뜨고코베인 《스카이랜드 (Skyland)》
- 김일두 《달과 별의 영혼》
- 김일두 《Life is Easy)》

### 쑥고개청년회 상업음악시리즈
- 관악청년포크협의회, 《개량 선집》, 2005
- 하도 《첫 차》
- 굴소년단 《Today Mode》
- 청년실업 《착각》
- 브로콜리 너마저 《꾸꾸꾸/봄이 오면》
- 깜악귀 《The Best Toilet 1/3》
- 김덕호 《등나간 신작로》
- 술탄 오브 더 디스코 《요술왕자》
- 술탄 오브 더 디스코 《여동생이 생겼어요》
- 장기하와 얼굴들 《싸구려 커피》
- 치즈스테레오 《Oh Yeah》
- 특별판 불나방스타쏘세지클럽 《악어떼》
- 아마도이자람밴드 《슬픈 노래》
- achime 《거짓말 꽃》
- 치즈스테레오 《화성로맨스》
- 술탄 오브 더 디스코 《Groove Official》
- 불나방스타쏘세지클럽 《석연치 않은 결말》
- 옥수동왕순대 《똑 떨어지겄네》
- 코스모스 사운드 《스무살》
- 수리수리마하수리 《지구음악》
- 레스카 《여~전히, 그리워하네》
- 몸과마음 《데자뷰》
- 코스모스 사운드 《서정적 농담》
- 레스카 《Wi Dem A Free》

## 사건과 논란
- 2009년 7월, 인순이와 미미시스터즈의 인사 논란: 2009년 7월 24일 MBC FM4U 《오늘 아침, 이문세입니다》에 장기하와 얼굴들과 함께 출연하게 된 인순이가 미미시즈터즈에게 먼저 인사를 건넸지만 미미시스터즈는 선글라스를 벗지 않고 쓴 채 고개만 까딱였고 이에 인순이는 강한 반감을 표시하며 화를 내었다. 이에 장기하가 미미시스터즈의 행동은 컨셉에서 비롯된 것이라 해명했고, 그에 인순이는 화를 풀고 다시 방송에 임했다. 그러나 인순이는 "아무리 컨셉이라도 인사는 제대로 해야 한다."라는 말을 남겼다.[7]
- 2016년 3월, 소속 사진작가 조립의 데이트폭력 논란: 붕가붕가레코드 소속 사진가인 조립이 데이트폭력을 행사했다는 주장이 제기되자 분명한 폭력이라 판단했으며 이 판단만으로 앞으로 붕가붕가레코드의 일원으로서 할 수 없다 고 입장을 표현했다.[8]